# Pharoscymnus decemplagiatus
Pharoscymnus decemplagiatus é uma espécie de insetos coleópteros polífagos pertencente à família Coccinellidae.
A autoridade científica da espécie é Wollaston, tendo sido descrita no ano de 1857.
Trata-se de uma espécie presente no território português.